# Apeadero Hospital Neonatal
Hospital Neonatal es una estación de ferrocarril de carácter de apeadero ubicada en la ciudad de Córdoba, Argentina.
Se encuentra en el límite entre los barrios de La Magnolia y La France.

## Servicios
El apeadero fue inaugurado en 2010 en el "km 645,5" del Tren de las Sierras.
Es una de las estaciones intermedias del servicio interurbano que presta la empresa estatal Trenes Argentinos Operaciones del denominado Tren de las Sierras entre Alta Córdoba y Capilla del Monte y el Tren metropolitano entre Córdoba y La Calera.
Las vías por donde corre el servicio, corresponden al Ramal A1 del Ferrocarril General Belgrano.

## Toponimia
Debe su nombre al Hospital Materno Neonatal que se encuentra frente a la estación.